# Pietro Marascalchi
Pietro Marascalchi (ur. 1 sierpnia 1931 w Wenecji, zm. 16 kwietnia 2019 w Cittadelli) – włoski zapaśnik walczący w stylu wolnym. Olimpijczyk z Rzymu 1960, gdzie zajął czwarte miejsce w kategorii plus 87 kg, aktor filmowy.
Piąty na mistrzostwach świata w 1959. Szósty w Pucharze Świata w 1958 roku.

## Filmografia

### Filmy fabularne
| Rok  | Tytuł                             | Rola             | Reżyser          |
| ---- | --------------------------------- | ---------------- | ---------------- |
| 1961 | Najlepszy z wrogów (I due nemici) | kapral Bortolini | Guy Hamilton     |
| 1962 | I normanni                        |                  | Giuseppe Vari    |
| 1963 | Ercole contro Moloch              | Moloch           | Giorgio Ferroni  |
| 1964 | La vendetta di Spartacus          |                  | Michele Lupo     |
| 1967 | Segretissimo                      | Hans             | Fernando Cerchio |